# Dalbergia acariiantha
Dalbergia acariiantha là một loài rau đậu thuộc họ Fabaceae.
Loài này chỉ có ở Tanzania.